# Перри, Уильям Джеймс (антрополог)
Уильям Джеймс Перри (англ. William James Perry, W. J. Perry; 1887 — 29 апреля 1949, Лондон) — британский географ и ведущий культурный антрополог в Университетском колледже Лондона. Представитель и активный пропагандист идей диффузионизма, в частности происхождения остальных древних цивилизаций от египетской.
Окончил Кембриджский университет в 1911 году. Среди его учителей был Уильям Риверс, под чьим влиянием он занялся изучением мегалитических культур Индонезии. С 1918 года читал в Манчестерском университете курс сравнительного религиоведения. В 1923 году стал доцентом культурной антропологии на кафедре анатомии Университетского колледжа Лондона.
Он был убеждённым гипердиффузионистом и последователем Графтона Эллиота-Смита, с которым сотрудничал. По его словам, мегалитические культуры распространились по остальному миру из Египта. В своём основном труде «Дети Солнца» Перри развивал панегиптистскую теорию Элиот-Смита о происхождении из Древнего Египта главных черт архаических культур (гелиолитическая, или египтоцентристская, школа): культа богини-матери, человеческих жертвоприношений, тотемических кланов, экзогамии и дуальной организации, деления правящего класса на жрецов и военных предводителей.
Перри также интересовался историей религии. Его дочь Маргарет стала химиком и вышла замуж за выдающегося физиолога профессора Роберта Харкнесса.